# پوماهوآکانجا
پوماهوآکانجا (به اسپانیایی: Pumahuacanca) یک کوه در پرو است که در Peru, Ancash Region واقع شده‌است. پوماهوآکانجا ۵٬۰۰۰ متر بالاتر از سطح دریا واقع شده‌است.